# Pedicularis racemosa
Pedicularis racemosa är en snyltrotsväxtart som beskrevs av David Douglas och George Bentham. Pedicularis racemosa ingår i släktet spiror, och familjen snyltrotsväxter.

## Underarter
Arten delas in i följande underarter:
- P. r. alba
- P. r. racemosa

## Bildgalleri

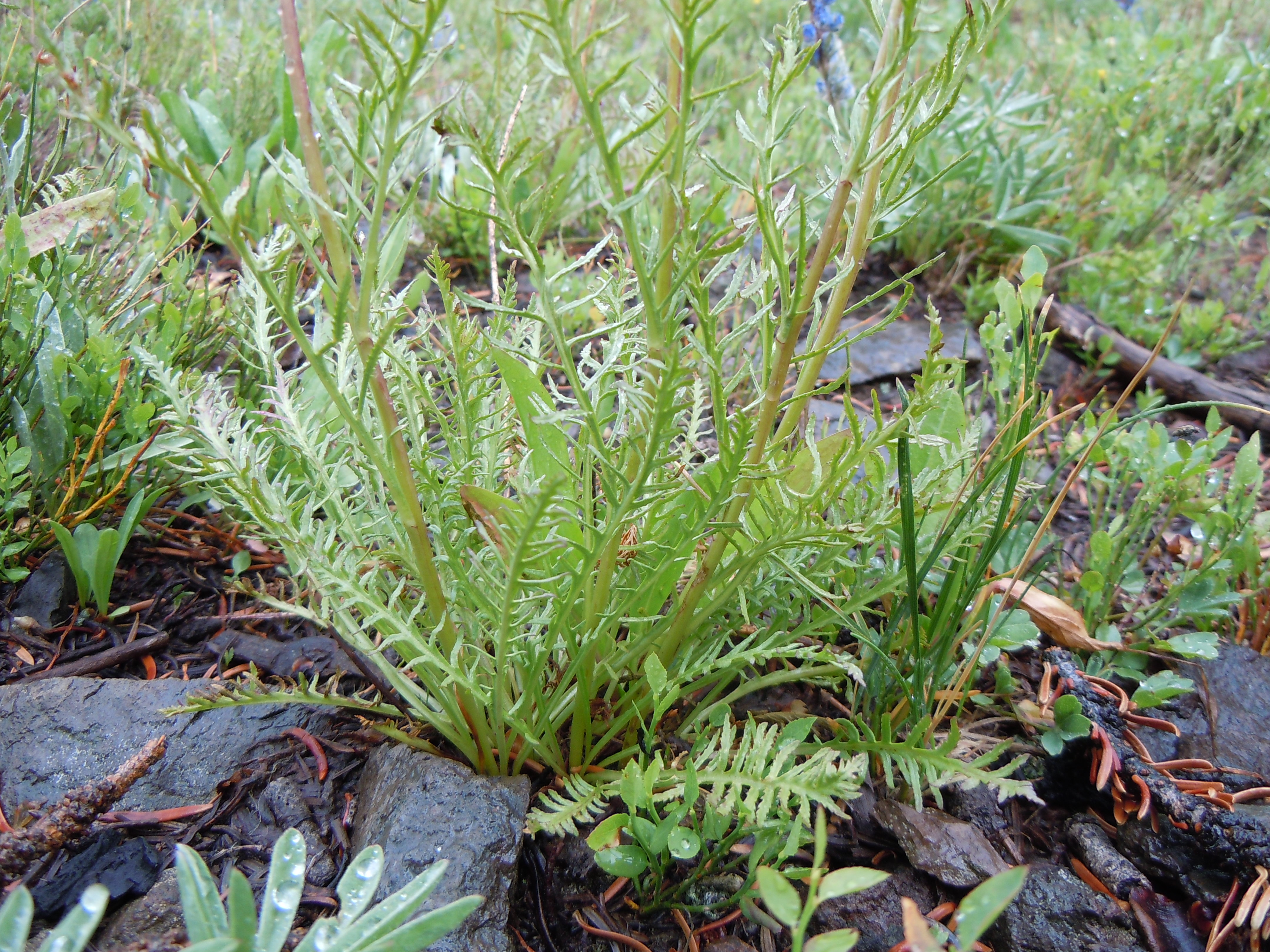
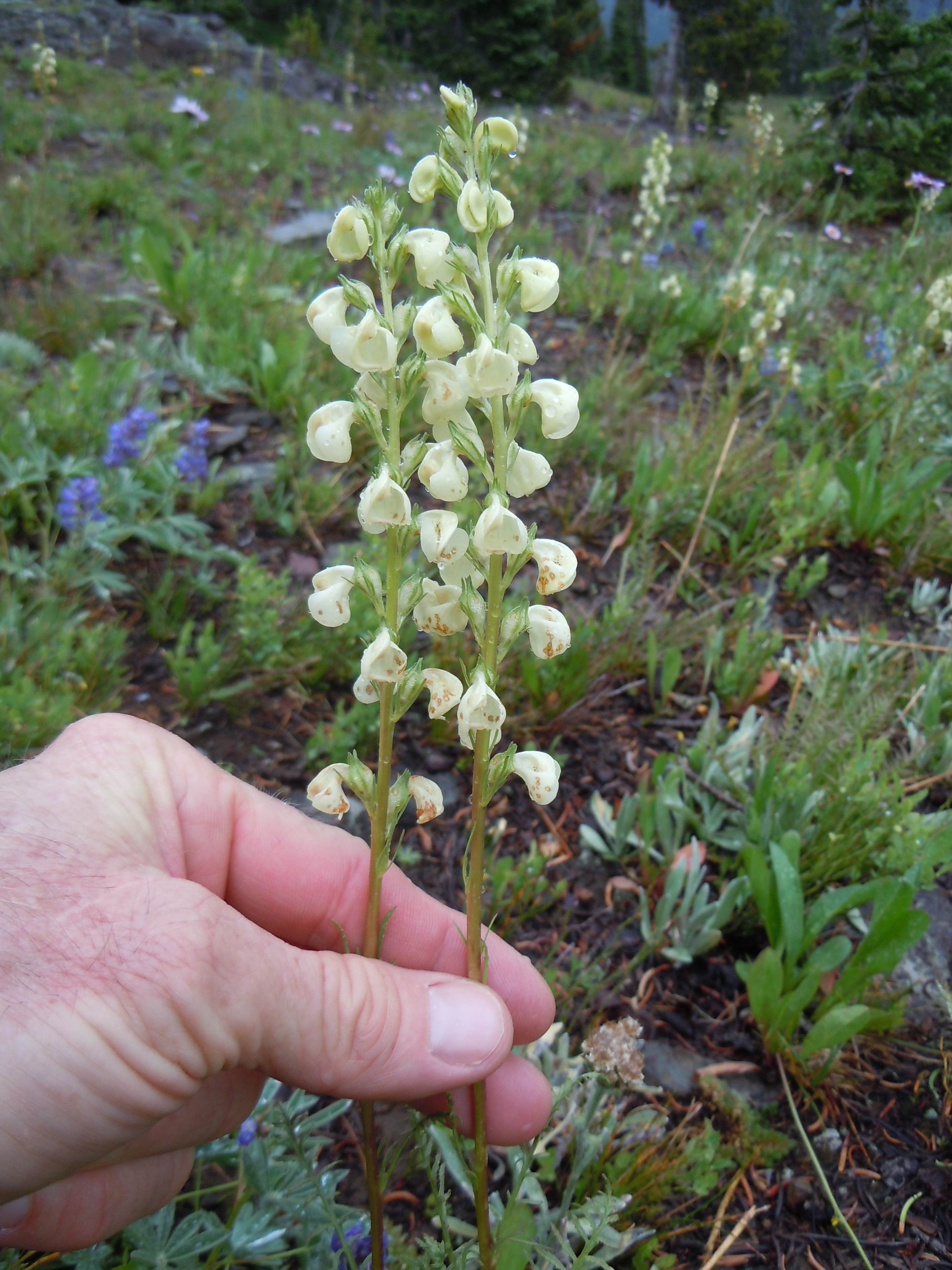
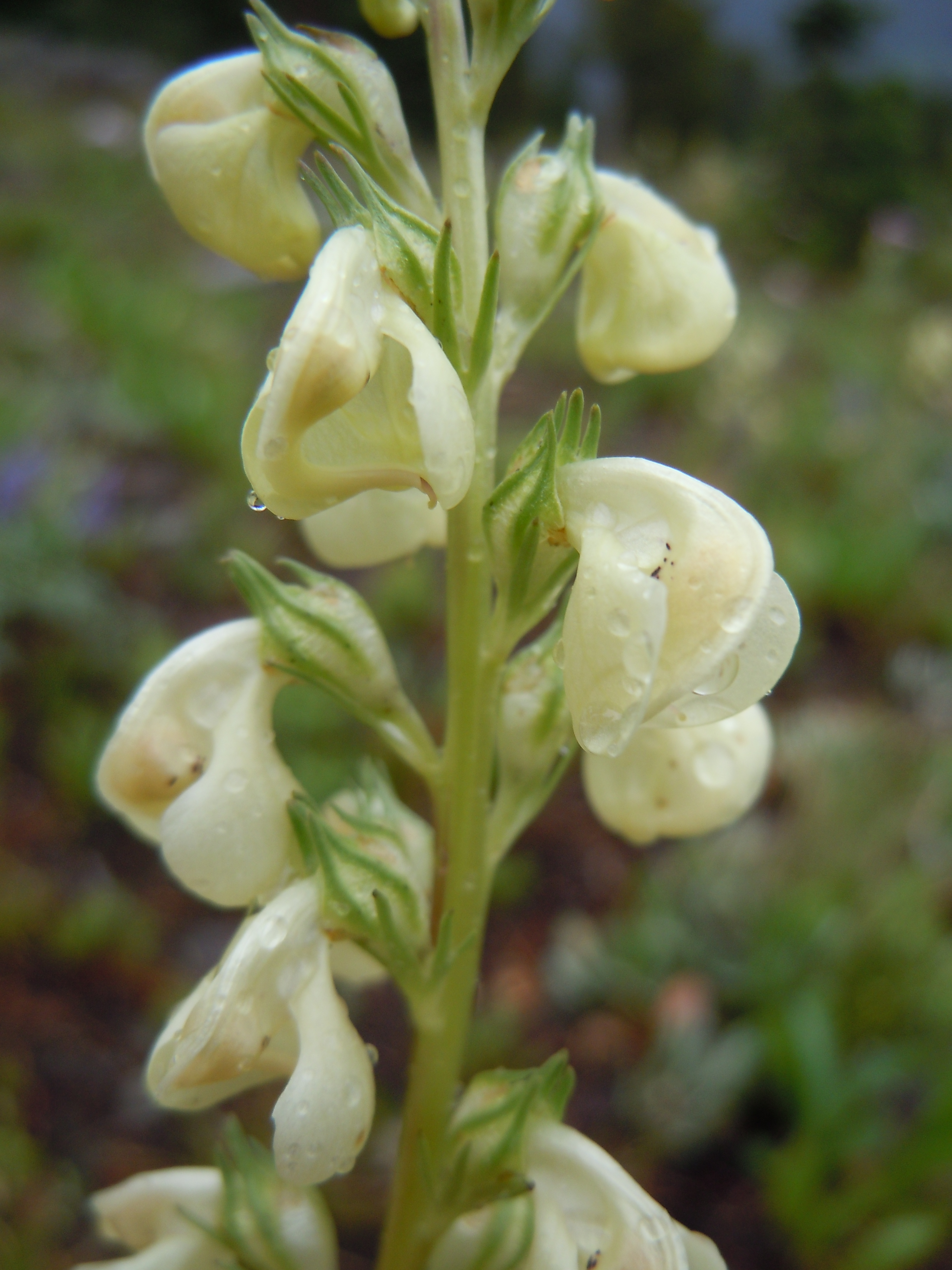
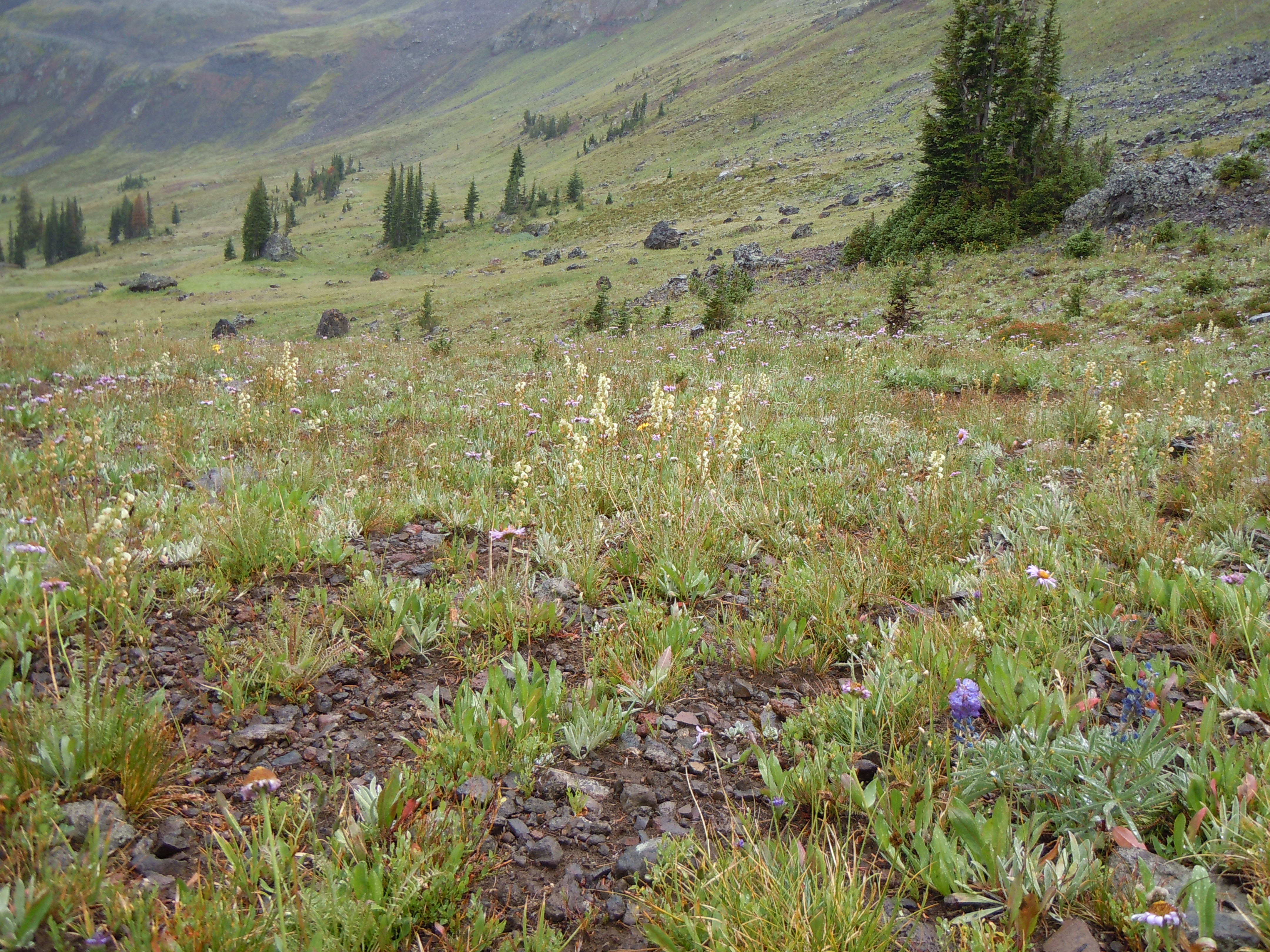
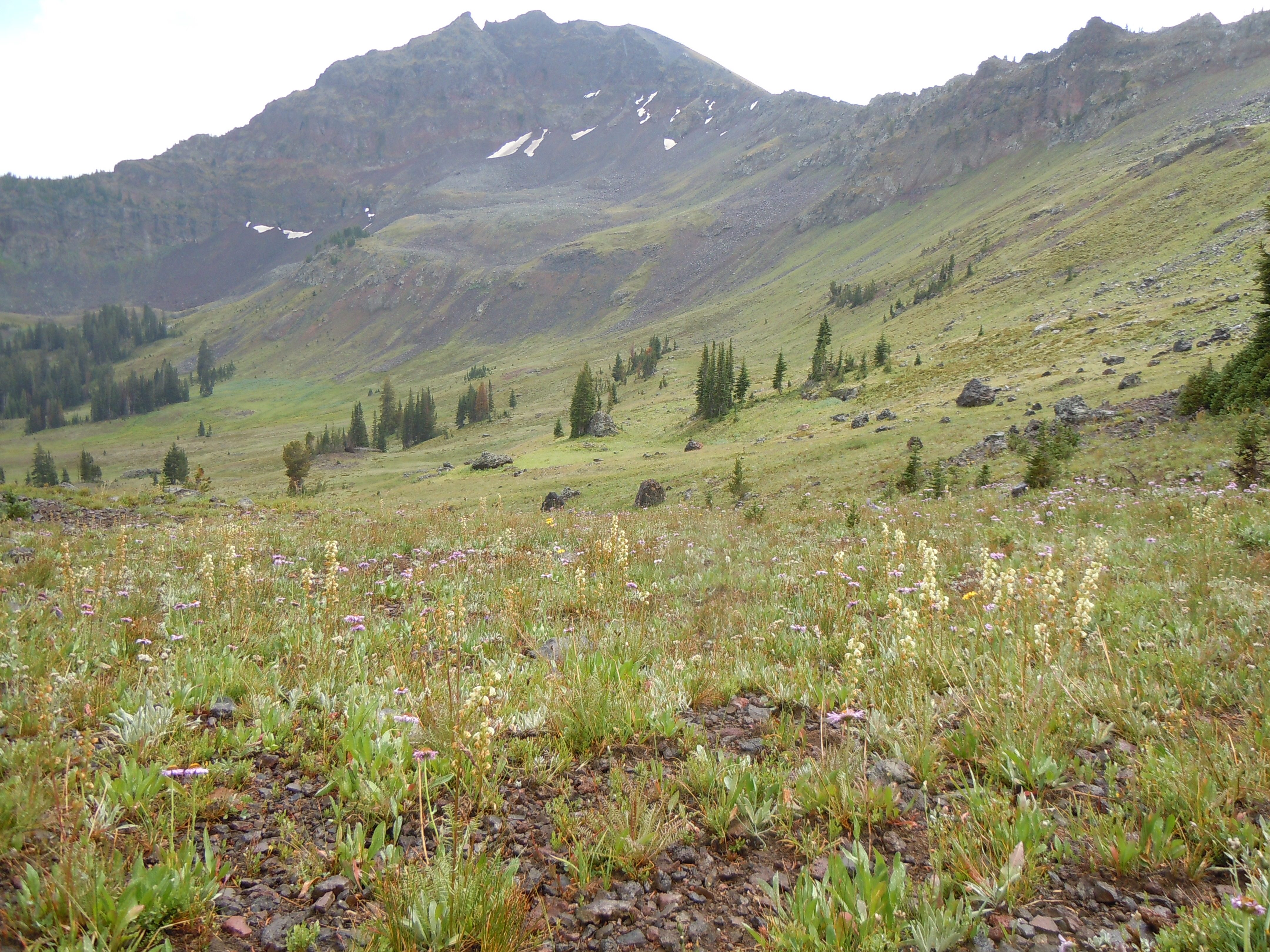
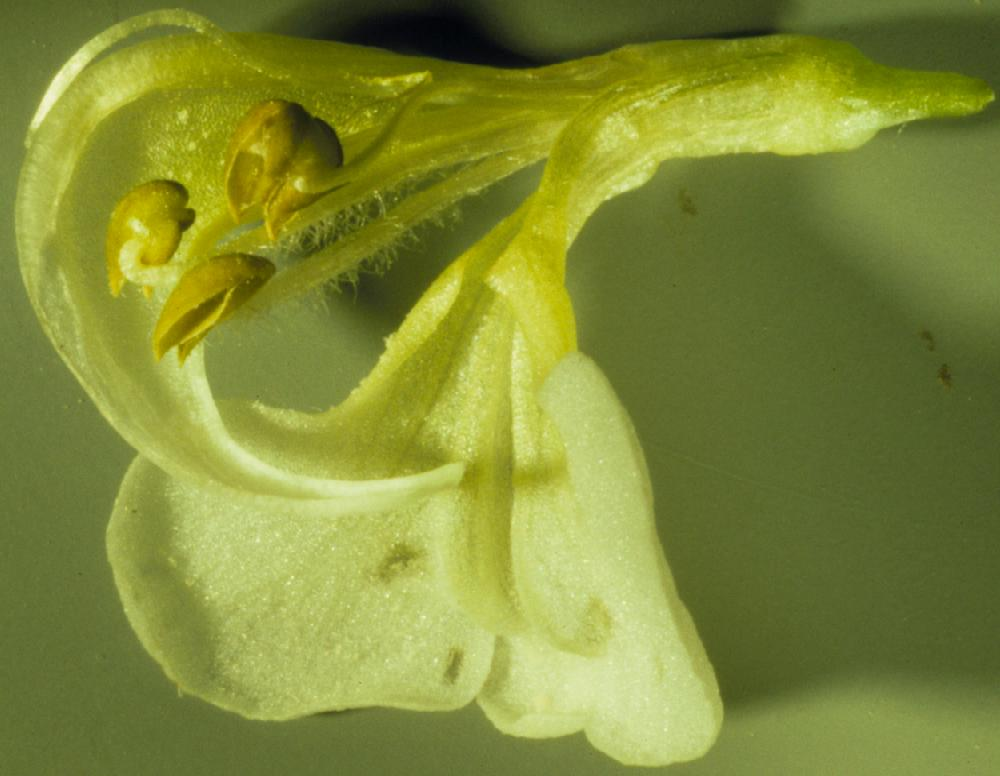